# Wissenschaftspark Albert Einstein

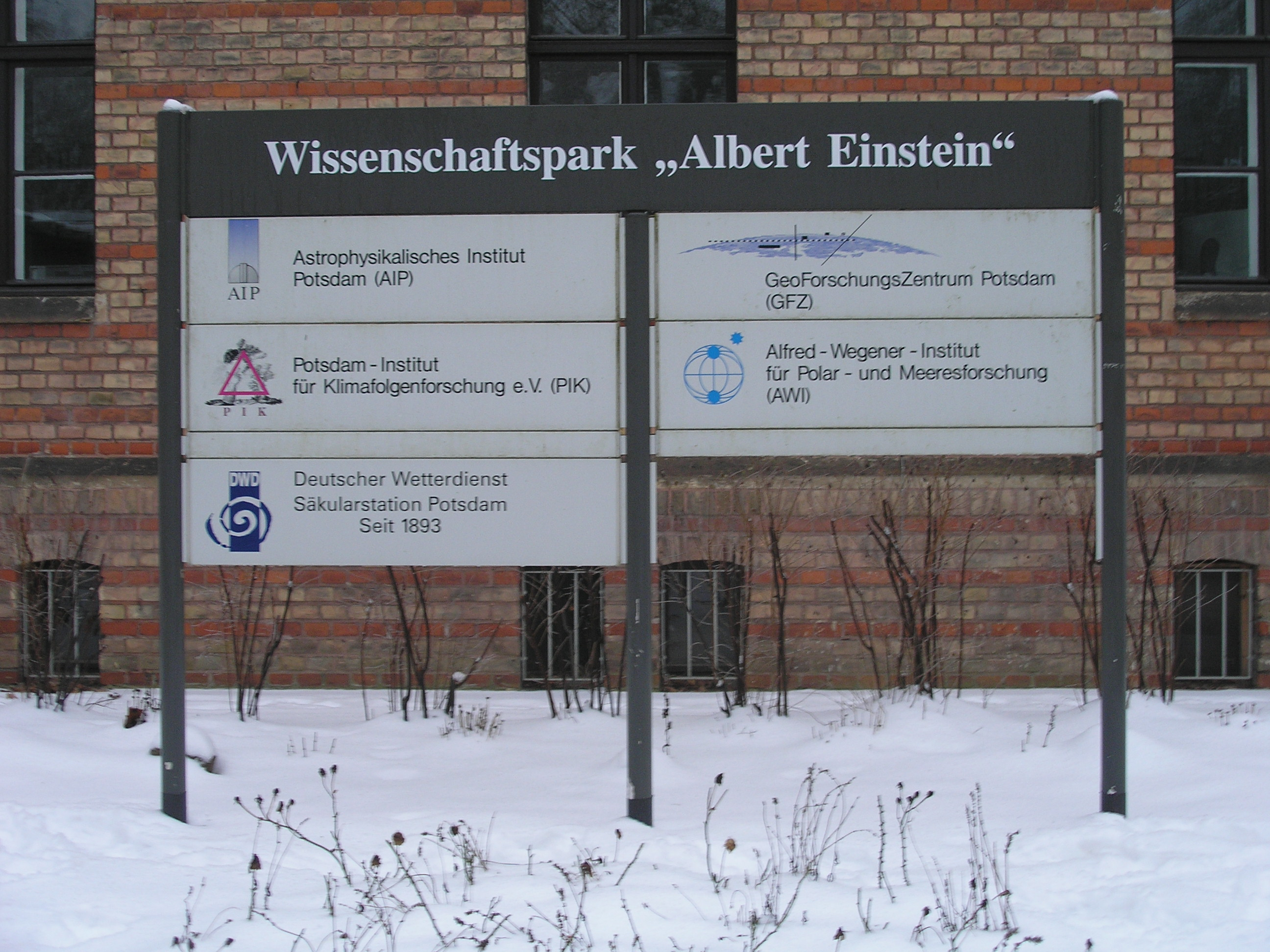
Informationsschild

Der Wissenschaftspark Albert Einstein befindet sich mit weiteren Forschungseinrichtungen auf dem Telegrafenberg in Potsdam. Benannt ist er nach dem Physiker Albert Einstein. Das wohl bekannteste Gebäude im Wissenschaftspark ist der Einsteinturm, der zur experimentellen Überprüfung seiner Relativitätstheorie errichtet wurde.
Bereits Mitte des 19. Jahrhunderts wurde der Wissenschaftspark nach Plänen des Architekten Paul Emanuel Spieker auf dem Telegrafenberg angelegt. Es wurden verschiedene astronomische, meteorologische und geowissenschaftliche Observatorien errichtet, integriert in einen englischen Landschaftsgarten. Zu den bekanntesten Gebäuden zählen der Einsteinturm und der Große Refraktor, die heute zum Astrophysikalischen Institut Potsdam gehören.

## Geschichte
Ab 1874 begann man mit dem Bau zahlreicher wissenschaftlicher Observatorien auf dem Telegrafenberg, die als Wissenschaftspark angelegt wurden. Nach Plänen des Architekten und Oberbaudirektors Paul Emanuel Spieker wurden die Klinkergebäude im klassizistischen Stil in einen englischen Landschaftsgarten integriert. Die strenge Gliederung und die mehrfarbigen Fassaden der Gebäude sind vom Baustil Karl Friedrich Schinkels beeinflusst. Die Backsteinwände sind mit zweifarbigen Bändern, Sternfriesbändern aus glasierten Ziegeln und Säulen mit korinthischen Sandsteinkapitellen geschmückt. Es entstanden folgende Institute und Observatorien:

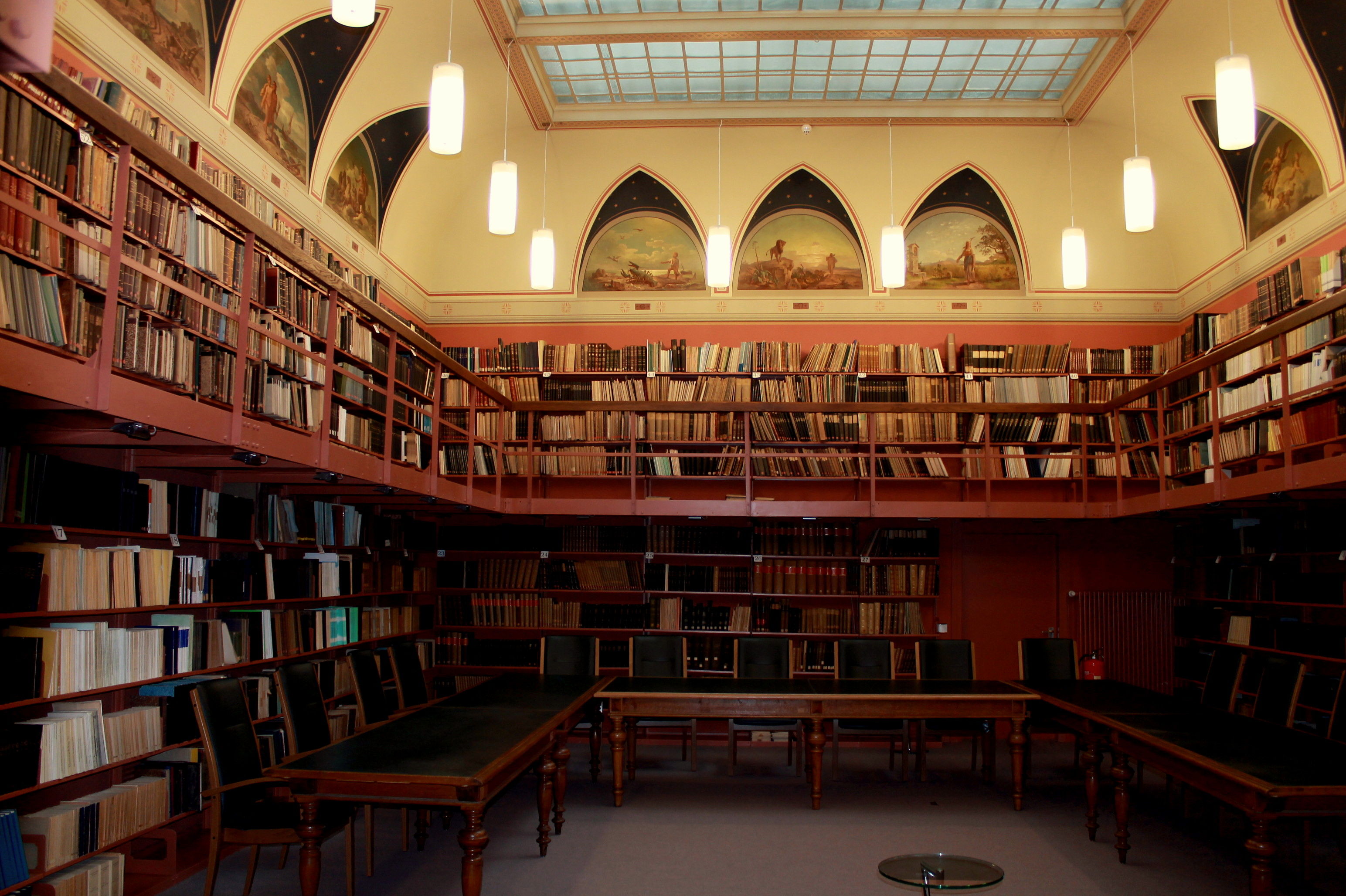
Blick in die gemeinsam genutzte Bibliothek im ehemaligen Geodätischen Institut

- 1876 bis 1879 Bau des ersten astrophysikalischen Observatoriums der Welt (heute Michelsonhaus) an der höchsten Stelle.
- 1888 bis 1889 Bau des Kleinen Refraktors[1] für die Erarbeitung einer fotografischen Himmelskarte
- 1889 bis 1892 das Hauptgebäude des Geodätisches Institut Potsdam (heute Helmerthaus)
- 1892 bis 1893 Geodätisch-Astronomisches Observatorium mit Meridianhäusern und einem Beobachtungsturm (heute Helmertturm)
- 1888 bis 1893 Magnetisches Observatorium und Meteorologisches Observatorium (heute Süringhaus)
- 1896 bis 1899 Großer Refraktor; der Refraktor wurde seit 2003 restauriert und am 31. Mai 2006 wieder eingeweiht.

Im Michelson-Haus wirkte unter anderem der bekannte Astrophysiker Karl Schwarzschild, ab 1909 Direktor des Observatoriums. 1881 führte Albert A. Michelson im Keller des Observatorium-Hauptgebäudes die erste Version seines berühmten Michelson-Morley-Experiments durch. Der Nordflügel des Gebäudes liegt mit seiner Längsachse auf einer Meridian-Ebene.
Unter der Leitung von Friedrich Robert Helmert wurde das Geodätische Institut ab 1886 zum Weltzentrum der wissenschaftlichen Geodäsie. Reinhard Süring, ab 1909 Abteilungsvorsteher der Meteorologischen Abteilung und 1928–1932 Direktor des Meteorologisch-Magnetischen Observatoriums Potsdam, baute ein einheitliches meteorologischen Beobachtungsnetz in der Sowjetischen Besatzungszone auf. Dazu wurde er von der Besatzungsmacht 13 Jahre nach seiner Pensionierung von 1945 bis 1950 nochmals mit der Leitung des Observatoriums betraut.

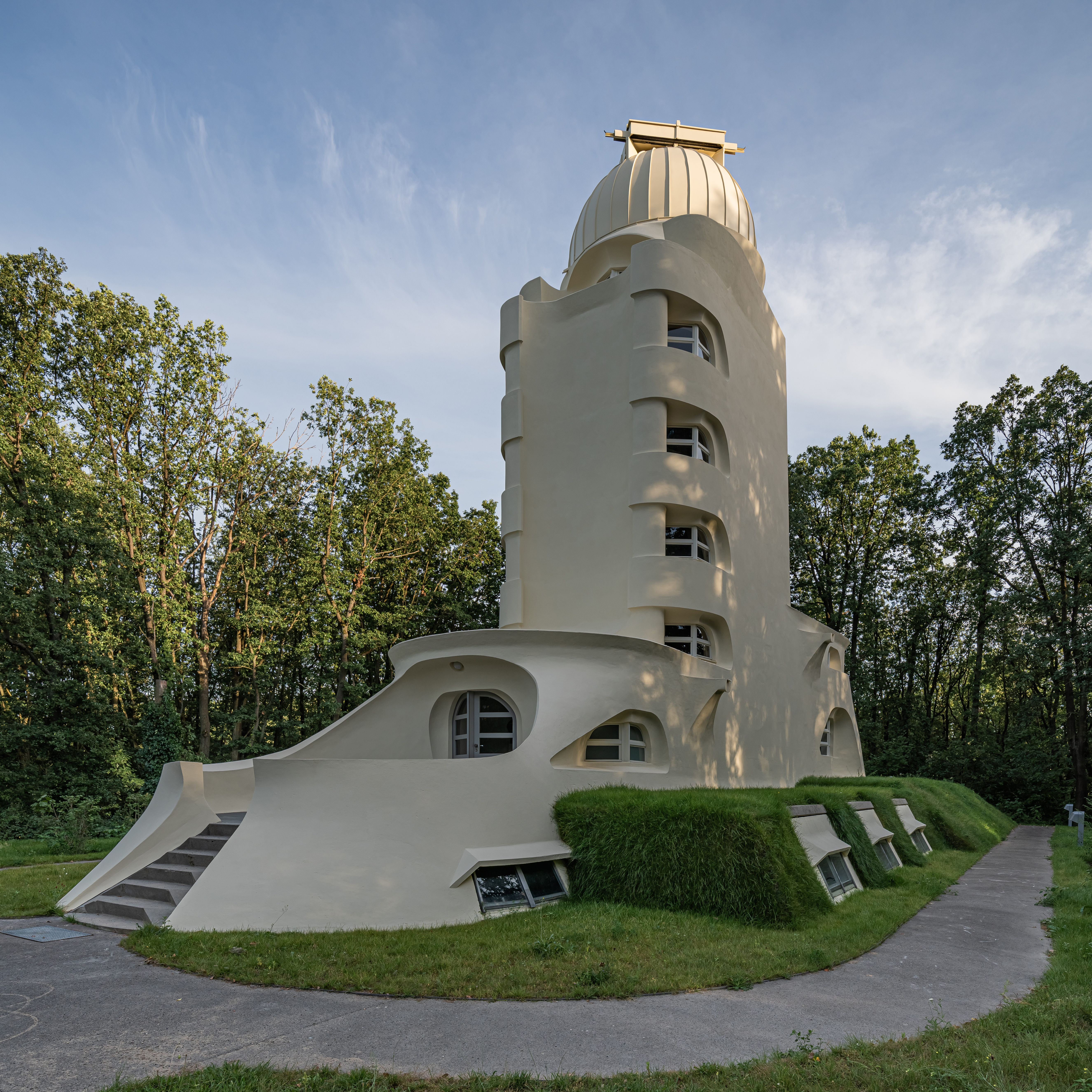
Einsteinturm

Der Einsteinturm entstand zwischen 1919 und 1924 in Zusammenarbeit des Physikers Albert Einstein mit dem Astronomen Erwin Finlay Freundlich und dem Architekten Erich Mendelsohn. Ursprünglich sollte in diesem Sonnenobservatorium die von Einsteins Allgemeiner Relativitätstheorie vorhergesagte Rotverschiebung von Spektrallinien im Schwerefeld der Sonne mit einem Sonnenlicht-Spektrometer nachgewiesen werden, was sich aber u. a. wegen der Turbulenzen auf der Sonne als undurchführbar erwies. Im Einsteinturm befindet sich aber immer noch ein Spektrometer zur Sonnenbeobachtung.
1969 wurde das Zentralinstitut für Physik der Erde (ZIPE) gegründet, das hier bis 1990 seinen Sitz hatte.
Seit 1992 befinden sich folgende neu gegründete Institute auf dem Gelände, die den Wissenschaftspark Albert Einstein bilden:
- GFZ Helmholtz-Zentrum für Geoforschung
- Potsdamer Forschungsstelle des Alfred-Wegener-Instituts für Polar- und Meeresforschung
- Potsdam-Institut für Klimafolgenforschung

Weitere Einrichtungen kamen später hinzu:
- Meteorologisches Observatorium Potsdam des Deutschen Wetterdienstes

Das ebenfalls 1992 gegründete Leibniz-Institut für Astrophysik Potsdam verlagerte seinen Hauptsitz später nach Babelsberg in die ehemalige Sternwarte, betreibt auf dem  Telegrafenberg aber weiterhin die historischen Teleskope Großer Refraktor und Einsteinturm und deren Ausstellungen.
In den 1990er Jahren wurden die historischen Gebäude umfangreich saniert, aber auch zahlreiche Neubauten errichtet.